# Roztocká Pastiľ
Roztocká Pastiľ, ukrajinsky Розтоцька Пастіль, maďarsky Felsőpásztély nebo Rosztokapásztély, je obec ve velkoberezňanské vesnické komunitě, v okresu Užhorod, v Zakarpatské oblasti Ukrajiny. V roce 2025 zde žilo 293 obyvatel; v celé obci pak 928 obyvatel.

## Poloha
Obec se nachází v hornaté oblasti, v údolí, kde se stékají dva kanály Velkého potoka, levého přítoku řeky Uh, v nadmořské výšce 320 m.

## Části obce
- Roztocká Pastiľ
- Behenďacká Pastiľ
- Kosteva Pastiľ
- Ruskyj Močar

## Historie
Ke vzniku názvu obce zřejmě přispělo, že se zde slévají dva toky (raz-toki) . V písemných pramenech se název obce vyskytuje v různých verzích.
Obec byla založena v 16. století. Založili ho šoltysové a noví osadníci. V daňových seznamech z roku 1588 se zmiňují dva šoltyské statky. V roce 1599 žilo v obci 20 nových rodin. V roce 1631 je zmíněna existence kostela, ale ani název, ani sloh se nedochovaly.
Do uzavření Trianonské smlouvy byla obec součástí Uherska, poté byla součástí Československa. V roce 1921 zde stálo 68 domů a žilo zde 368 obyvatel, z toho 2 Čechoslováci, 356 Rusínů a 8 Židů. Od 15. dubna 1939 byla obec součástí samostatného státu Karpatská Ukrajina; za několik dní pak bylo Zakarpatí obsazeno maďarskými vojsky. Od roku 1945 byla součástí Ukrajinské sovětské socialistické republiky, která byla součástí SSSR. Od roku 1991 je … součástí nezávislé Ukrajiny.

## Pamětihodnosti
- Chrám svatého Bazila Velikého, z 19. století
- Nedaleko jižního okraje obce se nachází hydrologická přírodní památka místního významu „Pramen č. 8“.